# Adenochilus nortonii
Adenochilus nortonii é uma espécie de orquídea anual terrestre, pertencente à subtribo Caladeniinae, endêmica de duas áreas restritas, em New South Wales e New England, na Austrália, que habita áreas elevadas ou montanhosas, sempre ocorrendo em locais recobertos de musgo, em meio a camadas de folhas em decomposição ou fendas de rochas e escarpas abrigadas da luz solar direta. São plantas de cultivo muito difícil.
Adenochilus nortonii são plantas anuais sem tubérculos radiculares, aqui substituídos por rizomas alongados, que apresentam caules curtos, eretos, não ramificados, com uma única folha membranácea plana, e inflorescência terminal com apenas uma ou duas flores ressupinadas brancas, de segmentos livres, externamente recobertos por pêlos glandulares avermelhados. A sépala dorsal é muito mais larga que as restantes, bastante côncava e tombada sobre a coluna; as pétalas são menores que as sépalas laterais. O labelo é muito menor que os outros segmentos, trilobado, com lobo central estreito e acuminado, preso à coluna por uma garra basal, recoberto por pequenas glândulas que se avolumam e concentram em linha central ao longo de todo o labelo. A coluna é curva e delicada, recoberta por pilosidades avermelhadas, terminando em extremidade de margens denticuladas que quase completamente recobrem a capa da antera e suas oito polínias. Trata-se de espécie possivelmente polinizada por abelhas, cujos frutos amadurecem em cerca de dez semanas.